# Teresa Sasińska-Klas
Teresa Sasińska-Klas – polska socjolog, dr hab. nauk humanistycznych, profesor nadzwyczajny Wyższej Szkoły Zarządzania i Bankowości w Krakowie i Instytutu Dziennikarstwa, Mediów i Komunikacji Społecznej Wydziału Zarządzania i Komunikacji Społecznej Uniwersytetu Jagiellońskiego.

## Życiorys
W 1970 ukończyła studia socjologiczne na Uniwersytecie Jagiellońskim, następnie obroniła pracę doktorską, 30 maja 1994 habilitowała się na podstawie oceny dorobku naukowego i pracy zatytułowanej Socjalizacja polityczna. Teorie. Badania. Ustalenia. 27 lutego 2017 nadano jej tytuł profesora w zakresie nauk społecznych.
Została zatrudniona na stanowisku profesora w Wyższej Szkole Zarządzania w Rzeszowie, oraz profesora nadzwyczajnego w  Wyższej Szkole Zarządzania i Bankowości w Krakowie i w Instytucie Dziennikarstwa, Mediów i Komunikacji Społecznej na Wydziale Zarządzania i Komunikacji Społecznej Uniwersytetu Jagiellońskiego.
Była wiceprezesem i prezesem Polskiego Towarzystwa Nauk Politycznych, a także przewodniczącą Komitetu Narodowego do spraw Współpracy z Międzynarodowym Stowarzyszeniem Nauk Politycznych (IPSA) I Wydziału Nauk Społecznych Polskiej Akademii Nauk.

## Publikacje
- 1992: Socjalizacja polityczna : teorie, badania, ustalenia[2]
- 2001: Narodziny badań opinii publicznej[2]
- 2011: Political science in Central-East Europe[2]
- 2014: Społeczni uczestnicy medialnego dyskursu politycznego w Polsce[2]